# Bombala (Marskrater)
Bombala ist ein 1991 registrierter Krater auf dem Mars mit einem Durchmesser von rund 37,14 Kilometern.
Benannt wurde der Krater nach der Stadt Bombala im australischen Bundesstaat New South Wales.